# Tana Orma
Tana Orma (također Warra Daaya, Warrdeh i Warday), skupina iz naroda Oromaca. Žive zapadno od rijeke Tane u upravnoj regiji Obala u Keniji. Broj pripadnika kreće se oko deset tisuća.
Orma je općeniti oblik riječi "Oromo" u južnim narječjima oromskog jezika. Dodatak "Tana" služi radi razlikovanja od drugih južnih Oroma kao Borana.
Warra Daaya prvi put spominje se u arapskom vrelu iz 15. stoljeća i susjedni Somalci su ga koristili kao oznaku za Orme. Orme taj naziv primjenjuju samo za povratnike koji su bili robovi odnosno njihovi potomci koji su živjeli u nekom statusu ovisnosti kod Somalaca. U povijesnom smislu, rabit će se sveobuhvatno za Oromce u Keniji i Somaliji koji ne pripadaju Borana Oromcima.